# Подхоженский сельский округ
Подхоженский сельский округ — упразднённая административно-территориальная единица, существовавшая на территории Серебряно-Прудского района Московской области в 1994—2004 годах.
Подхоженский сельсовет был образован в первые годы советской власти. К началу 1929 года он входил в состав Серебряно-Прудского района Тульской губернии.
В 1929 году Подхоженский с/с был отнесён к Серебряно-Прудскому району Тульского округа Московской области.
26 сентября 1937 года Серебряно-Прудский район был передан в Тульскую область, но 20 декабря 1942 года возвращён в Московскую область.
9 июля 1952 года из Подхоженского с/с в Прудско-Высельский с/с было передано селение Лобаново.
14 июня 1954 года к Подхоженскому с/с был присоединён Прудско-Высельский с/с.
22 июня 1954 года из Подхоженского с/с в Якимовский с/с были переданы селения Аннино и Прудские Выселки.
20 августа 1960 года из Подхоженского с/с в Якимовский с/с было передано селение Красновские Выселки. Одновременно из Якимовского с/с в Подхоженский были переданы селения Кормовое, Куньи Выселки и Озерки.
1 февраля 1963 года Серебряно-Прудский район был упразднён и Подхоженский с/с вошёл в Ступинский сельский район. 11 января 1965 года Подхоженский с/с был возвращён в восстановленный Серебряно-Прудский район.
23 декабря 1976 года из Подхоженского с/с в восстановленный Мочильский с/с были переданы селения Кормовое, Куньи Выселки и Озерки.
30 мая 1978 года в Подхоженском с/с было упразднено селение Лобаново.
3 февраля 1994 года Подхоженский с/с был преобразован в Подхоженский сельский округ.
9 июля 2004 года Подхоженский с/о был упразднён. При этом его территория была передана в Мочильский сельский округ.